# Dário de Sousa Borges Cardoso
Dário de Sousa Borges Cardoso, ou simplesmente Dário (Luanda, 25 de Junho de 1982), é um futebolista angolano que atua como atacante pelo Recreativo do Libolo e é o atual capitão da Selecção Angolana de Futebol.

## Carreira
Começou sua carreira profissional no Atlético Clube do Cacém. Depois, passou por vários clubes de Portugal até ser transferido ao Recreativo da Caála. Foi um jogador muito usado durante os três anos em que ficou no clube, mas foi dispensado em dezembro de 2011 por alegação de má conduta por parte da direção dos Caalenses. Em 2012, foi contratado pelo Recreativo do Libolo.

## Títulos
Por clubes
- Girabola: 2012, 2014 e 2015